# Caso Katzenbach v. Morgan
Katzenbach v. Morgan (1966), foi uma decisão histórica da Suprema Corte dos Estados Unidos em relação ao poder do Congresso, de acordo com a Seção 5 da 14ª Emenda, de promulgar leis que reforçam e interpretam as disposições da Constituição.